# Anton Hjejle
Anton Nikolaj Hjejle Øberg (født 6. marts 1992), normalt omtalt som Anton Hjejle, er en dansk skuespiller. Hjejle har medvirket i en række skuespil på forskellige scener, blandt andet i Pride i 2019 og i Arven i 2023-2024, begge på Det Kongelige Teater. I 2024 deltog han i sæson 2 af tv-serien Forræder på TV 2.
Hjejle spillede titelrollen som Mark Zidenius i filmen Klienten i 2022 og har tidligere blandt andet medvirket i TV-serierne Manden med de gyldne ører i 2009, Bedrag (2. sæson) i 2016 og Liberty i 2018 samt kortfilmen Så længe vi ikke snakker om det i 2020. Han lagde stemme til en pagedreng i den danske version af den japanske animerede spillefilm Det levende slot fra 2004 og var scenograf på kortfilmen Remis i 2009. Han var desuden assistent på ungdomsfilmen Lev stærkt i 2014.
Hjejle er uddannet fra Den Danske Scenekunstskole i 2018.

## Hæder
Hjejle var nomineret til en Robert i 2019 for sin birolle i Liberty og til Ekko Shortlist Awards' pris for bedste mandlige skuespiller i 2022 for sin rolle i "Så længe vi ikke snakker om det".

## Familie og privatliv
Hjejle er vokset op i Hellerup med sin mor, Trine Øberg og far, Yo Akim (født Joakim Nikolaj Brammer Hjejle) og lillesøster, Carla Sofia Hjejle Øberg. Anton er dermed i familie med skuespilleren Iben Hjejle, der er faderens kusine. Desuden er Anton fætter til den tidligere barneskuespiller Martine Ølbye Hjejle og hendes lillesøster Andrea Ølbye Hjejle.
Hjejle er homoseksuel og flyttede i 2024 sammen med sin kæreste på syvende år Olav Stavnem. Hjejle sprang ud privat som ung teenager uden at få problemer, men holdt sig i de følgende år tilbage med at omtale sit privatliv i offentligheden og overfor journalister af frygt for, at det kunne få negative konsekvenser for hans karriere. I 2019 fik han imidlertid en rolle i forestillingen "Pride" på Det Kongelige Teater af den tyske dramatiker og instruktør Falk Richter, der berørte "de personlige erfaringer, der knytter sig til at være LGBTIQ+-person i dag". I forestillingen gik deltagerne på scenen med deres egen historie, herunder også om, hvordan det opleves at vokse op og finde sig selv som bøsse i en heteroseksuel verden. Det Kongelige Teater havde opfordret personer med tilknytning til queermiljøet til at søge om at medvirke, hvilket Hjejle gjorde sammen med flere hundrede andre, og han endte som en af de syv performere, der kom til at stå på scenen. I den forbindelse talte han åbent til blandt andet DR om både sin personlige historie og sine tanker om at være en homoseksuel skuespiller, og understregede, at han mente, det var vigtigt at række hånden ud til unge, der stadig var i skabet, ved at tale ærligt om sine egne erfaringer.

## Udvalgt filmografi

### Film
- Klienten (2022) - Mark Zidenius
- Så længe vi ikke snakker om det (2020) - Casper

### Tv-serier
- Manden med de gyldne ører (2009) - Malthe)
- Bedrag (2016, 2. sæson) - pusher
- Liberty (2018) - Christian
- Noia (2020) (Sebastian)